# Rose (canción de Versailles)
«Rose» es el octavo sencillo de la banda Versailles lanzado el 4 de julio de 2012 en conmemoración de su quinto aniversario. Alcanzó el puesto número 23 en las listas de Oricon Style.

## Lista de canciones
| N.º   | Título                                       | Letras | Música  | Duración |  |
| 1.    | «Rose»                                       | Kamijo | Hizaki  | 5:25     |  |
| 2.    | «妖 -ayakashi-»                              | Kamijo | Masashi | 4:37     |  |
| 3.    | «Love will be born again [Versión japonesa]» | Kamijo | Kamijo  | 4:25     |  |
| 4.    | «The Red Carpet Day»                         | Kamijo | Teru    | 4:24     |  |
| 18:51 |                                              |        |         |          |  |